# 光老化
光老化（ひかりろうか、Photoaging）は、慢性的な UVA（紫外線A波） と UVB への曝露によって皮膚が変化すること。:29
トレチノインは光老化の治療に最も研究されているレチノイド。老化の主なプロセスのひとつ。

現在では高エネルギー可視光線や近赤外線によっても光老化が起きるとされている。

## 予防
一次予防はリスクを減少させること。
日焼け止め、やそうした機能のある衣類、太陽光への曝露を減らすこと。日中のピークに。UBA・UVBの両方から保護できるスペクトルの広いもの。日焼け止めでは、適切な量を塗布すること、汗や水に晒されたときに再び塗布することも重要な要素となる。

## 治療
症状を、予防、遅延、減弱させるための二次的な措置。レチノイドやほかの抗酸化物質の使用。
トレチノインとタザロテンは、光老化皮膚の治療に承認されている。トレチノインは最も光老化の治療に研究されており、有効性も一貫している。

### 外科的処置
最終的に、皮膚の状態を改善したり進行を遅らせる措置を取る。レーザー、ケミカルピーリング、ボトックスなど。